# Pritjazjenije
Pritjazjenije (russisk: Притяжение, da.: Attraktion) er en russisk action-/science fiction-film fra 2017 instrueret af Fjodor Bondartjuk.
Filmen handler om et udenjordisk rumskib, der nødlander i Moskva efter at være blevet angrebet af det russiske luftvåben. Den russiske regering erklærer undtagelsestilstand i takt med befolkningens stigende fjendtlighed overfor de uvelkomne gæster som følge af urigtig propaganda.
Filmen havde russisk premiere i januar 2017 Filmen blev en kommerciel succes og indspillede mere end en milliard rubler og blev den bedst indtjenende russiske sci-fi film.

## Medvirkende
- Irina Starsjenbaum som Julija 'Julja' Lebedeva
- Aleksandr Petrov som Artjom 'Tjoma' Tkatjov
- Rinal Mukhametov som Hekon
- Oleg Mensjikov som Valentin Lebedev
- Nikita Kukusjkin som Ruslan